# Tyler (Texas)
Tyler é uma cidade localizada no estado norte-americano do Texas, no Condado de Smith.

## Demografia
Segundo o censo norte-americano de 2000, a sua população era de 83.650 habitantes.
Em 2006, foi estimada uma população de 94.146, um aumento de 10496 (12.5%).

## Geografia
De acordo com o United States Census Bureau tem uma área de 128,0 km², dos quais 127,7 km² cobertos por terra e 0,3 km² cobertos por água.

## Localidades na vizinhança
O diagrama seguinte representa as localidades num raio de 24 km ao redor de Tyler.